# کتابخانه Z
کتابخانه Z (به اختصار z-lib، در گذشته BookFinder) یک پروژه کتابخانه سایه برای دسترسی به اشتراک‌گذاری فایل مقاله‌ها در مجله‌های علمی، متون دانشگاهی و کتاب‌های عمومی است. این کتابخانه به عنوان وبگاه آینه‌ای از کتابخانه جنسیس آغاز شد، اما از آن زمان به‌طور چشمگیری گسترش یافته است.
بر اساس داده‌های خود این وبگاه که در فوریه ۲۰۲۳ منتشر شد، مجموعه آن شامل بیش از ۱۳٫۳۵ میلیون کتاب و بیش از ۸۴٫۸ میلیون مقاله است. کتابخانه Z به‌ویژه در اقتصادهای نوظهور و در میان دانشگاهیان محبوب است. در ژوئن ۲۰۲۰، حدود ۲٫۸۴ میلیون کاربر از کتابخانه Z بازدید کردند که ۱۴٫۷۶٪ از آنها از ایالات متحده آمریکا بودند. طبق سرویس رتبه‌بندی ترافیک الکسا، کتابخانه Z در اکتبر ۲۰۲۱ به عنوان ۸۱۸۲-ترین وبگاه فعال رتبه‌بندی شد.